# Стоянка, мать из Кнежеполья
Стоянка, мать из Кнежеполья (сербохорв. Стојанка мајка Кнежопољка / Stojanka majka Knežopoljka) — стихотворение и одноимённая песня авторства боснийского поэта Скендера Куленовича, написанная в 1942 году. Песня была посвящена свидетелям и жертвам усташского террора в отношении сербского гражданского населения на горе Козара и в Подкозарье. Относится к народному плачу (тужбалице) с призывом к сопротивлению, защите свободы и жизни. Лирическая героиня — мать, оплакивающая троих своих сыновей (Срджан, Мрджан и Младжен), погибших в боях против немецко-фашистских захватчиков.
В Козарской-Дубице установлен памятник с мемориальной табличкой по числу жертв усташского террора в этом селе (1600 человек) и напоминанием о Стоянке, матери из Кнежеполья. В Меджуводже (село в Подкозарье) имя Стоянки носит начальная школа.